# Crazy Girl
«Crazy Girl» — песня американской кантри-группы Eli Young Band, вышедшая в качестве 1-го сингла с их четвёртого студийного альбома Life at Best (2011). Авторами песни выступили Лиз Роуз и Ли Брайс.
Песня стала кантри-хитом № 1 в США и получила награду Академии кантри-музыки ACM Awards в престижной категории «Лучшая песня года» (Song of the Year).

## Награды и номинации
Источник:
| Награда                 | Категория                        | Результат |
| ----------------------- | -------------------------------- | --------- |
| ACM Awards 2012         | Песня года (Song of the Year)    | Победа    |
| ACM Awards 2012         | Сингл года (Single of the Year)  | Номинация |
| Teen Choice Awards 2012 | Песня года (Choice Country Song) | Номинация |
| CMT Music Awards        | Video of the Year                | Номинация |

## Чарты

### Еженедельные чарты
| Чарт (2011)                         | Высшая позиция |
| ----------------------------------- | -------------- |
| США (Billboard Hot Country Songs)   | 1              |
| США (Billboard Hot 100)             | 30             |
| Канада (Billboard Canadian Hot 100) | 66             |

### Итоговые годовые чарты
| Чарт (2011)                      | Позиция |
| -------------------------------- | ------- |
| США US Country Songs (Billboard) | 1       |
| США US Billboard Hot 100         | 76      |

## Сертификации
| Регион | Сертификация  | Продажи    |
| --- | ------------- | ---------- |
| Канада (Music Canada) | Золотой       | 40,000^    |
| США (RIAA) | 3× Платиновый | 3 000 000^ |
| * Данные о продажах приведены только на основе сертификации. ^ Данные о тиражах приведены только на основе сертификации. |               |            |